# Molly Moon
Molly Moon ist die Protagonistin der nach ihr benannten Kinderbuchreihe von Georgia Byng. Der erste Band erschien im Jahr 2003 in Deutschland erstmals im Carl Hanser Verlag. Die Taschenbuchausgabe folgte ein Jahr später im Deutschen Taschenbuch Verlag. Die Erstveröffentlichung war 2002 im Original unter dem englischen Titel Molly Moon's Incredible Book of Hypnotism im Harper Collins Verlag.

## Inhalt

### Molly Moon (1. Band)
Molly ist ein Waisenmädchen in einem Kinderheim und hat dort ein unangenehmes Leben. Sie wird sowohl durch die anderen Waisenkinder als auch durch die Heimleiterin gepeinigt. Ihre einzige Freude besteht darin, sich gemeinsam mit ihrem besten Freund Rocky in Werbespots hinein zu versetzen. Als Molly nach einem Streit mit Rocky, anstatt zum Geländelauf zu gehen, in der Bücherei von Briersville ein Werk über Hypnose findet, fällt ihr auf, dass sie einige der Anweisungen bereits intuitiv umgesetzt hat. Im Laufe der Handlung stellt sich heraus, dass sie ein großes Hypnosetalent besitzt. 
Sie hypnotisiert zunächst den Mops der Heimleiterin Miss Adderstone, Petula, ehe sie auch die Köchin Edna und Miss Adderstone selbst hypnotisieren kann, was sie euphorisch und dadurch auch erfolgreich werden lässt, da sie zunächst in ihrer Heimatstadt weitere Personen hypnotisiert und damit für die Öffentlichkeit erfolgreich wird. Sie kommt daraufhin nach London, wohin sie reist, um Rocky zu suchen, der kurz nach ihrem Hypnosebuchfund adoptiert worden war, ohne sich zu verabschieden. 
In New York jedoch trifft sie wieder auf den Verbrecher Nockman, der bereits in der Bibliothek in Briersville nach dem Buch verlangt hatte und Molly bis nach New York gefolgt war. Nockman lässt sich nicht hypnotisieren, weil er um die Kraft der Hypnose weiß und daher entsprechende Schutzgeräte trägt. Er will Molly zwingen, eine Bank zu überfallen, indem er droht, ihren Betrug durch Hypnose auffliegen zu lassen. Außerdem entführt er Petula, die immer bei Molly war und die sie lieb gewonnen hat. 
Schließlich treffen sich Rocky, der mittels der Stimme ebenfalls hypnotisieren gelernt hatte, und Molly wieder. Gemeinsam gelingt es ihnen mit Hilfe eines hypnotischen Tricks, Petula zu befreien und den Banküberfall zwar selbst durchzuführen, der New Yorker Bevölkerung mittels mit Schmuckgegenständen gefüllten, hohlen Gartenzwergen, die sie in der Nacht in der ganzen Stadt verteilen, ihre Beute jedoch zurückzubringen. Mithilfe einer List können sie auch Nockman dingfest machen.
Anschließend kehren Rocky und Molly zurück nach Briersville ins Kinderheim, um sich dort um die Kinder zu kümmern. Die Bibliothekarin, bei der sie das Buch ausgeliehen hatte, erzählt ihr dort in einer Vollmondnacht noch in der Bibliothek, nachdem Molly sie mittels Hypnose dort hatte hingehen lassen, dass sie es war, die Molly und das Buch zusammengebracht hatte. Außerdem stellt sich heraus, dass die Bibliothekarin die Urenkelin des Autors des Hypnosebuches ist. Mit dieser Aufklärung und einem kurzen Exkurs über die Tätigkeiten von Heimleiterin Miss Adderstone und Köchin Edna, die sich zur selben Zeit als Auswirkung der Hypnose in Italien befinden, endet das Buch.

## Hauptfiguren
Molly Moon ist zehn Jahre alt und im Waisenhaus von Briersville aufgewachsen. Sie wurde in einer Schachtel von Moons Marshmallows gefunden. Da in der Schachtel auch noch ein Lolly steckte, wollte die Heimleitung sie zuerst Lolly Moon taufen, woraus sich jedoch dann der Name „Molly Moon“ entwickelte. Sie wird von der Autorin als verträumt und ausgeglichen bezeichnet; später wird sie sehr erfolgreich. 
Rocky Scarlett wurde zusammen mit Molly ins Waisenhaus gebracht und ist ihr bester Freund. Seinen Namen übernahm die Heimleitung von dem Kinderwagen, in dem er gefunden worden war, auf dem eine Zeichnung der Rocky Mountains zu sehen war. Auch Rocky ist ausgeglichen, jedoch weniger verträumt und eher aufmerksam und autoritätshöriger.
Professor Nockman ist Schwerverbrecher und will mit Hilfe der Hypnose und des Hypnosebuches, das Molly in der Bibliothek von Briersville zufällig vor ihm gefunden hat, die Hypnose für kriminelle Zwecke einsetzen. 
Miss Adderstone, die Kinderheimleiterin, verabscheut Kinder und peinigt sie. Sie verhält sich abweisend und sucht immer wieder Bestrafungsgründe. Insbesondere auf Molly hat sie es abgesehen, die sie aufgrund ihrer ausgeglichenen aber verträumten Art hasst.

## Verfilmungen
- 2015: Molly Moon Nach dem 1. Band. Auf IMDB lautet der Titel: Molly Moon and the Incredible Book of Hypnotism.